# Turcia (kommunhuvudort)
Turcia är en kommunhuvudort i Spanien.   Den ligger i provinsen Provincia de León och regionen Kastilien och Leon, i den nordvästra delen av landet, 290 km nordväst om huvudstaden Madrid. Turcia ligger 849 meter över havet och antalet invånare är 1 194.
Terrängen runt Turcia är platt. Runt Turcia är det ganska glesbefolkat, med 23 invånare per kvadratkilometer. Närmaste större samhälle är Valverde de la Virgen, 16,3 km öster om Turcia. Trakten runt Turcia består till största delen av jordbruksmark.